# Манон, Поль
Поль Манон (фр. Paul Manon; 5 января 1944, Либревиль — 30 сентября 2001, Габон) — габонский и французский футболист, полузащитник.

## Биография
Поль Манон родился 15 января 1944 года в городе Либревиль во Французской Экваториальной Африке (сейчас в Габоне) в семье бухгалтера.
Играл на позиции полузащитника. Начал выступления в 1960 году в «Ред Стар» из Либревиля. В сезоне-1965/66 дебютировал в любительском чемпионате Франции в составе «Тура».
В 1966 году перешёл во французский «Реймс», вернувшийся в первый дивизион. В сезоне-1966/67 провёл 26 матчей в чемпионате страны, забил 5 мячей. По итогам турнира «Реймс» вновь вылетел во второй дивизион, Манон остался в команде ещё на два года — в сезоне-1967/68 он сыграл 32 матча, в сезоне-1968/69 на его счету 36 поединков и 3 гола.
В 1969 году перебрался в «Газелек» из Аяччо, проведя два сезона в любительском чемпионате Франции. На счету Манона 57 матчей и 2 мяча.
В 1971 году перешёл в «Гран-Булонь», отыграв четыре сезона во втором дивизионе. За это время Манон провёл 106 матчей и забил 4 мяча.
В конце 1980-х годов вернулся в Габон, где выступал за «Канон 105» из Либревиля. Завершил игровую карьеру в 1980 году.
Выступал за сборную Габона. Участвовал в Центральноафриканских играх 1976 года, отборочных турнирах Кубка африканских наций 1972, 1974 и 1976 годов.
Умер 30 сентября 2001 года в результате сердечного приступа.

## Память
В 2015 году Суперкубок Габона получил название «Кубок Поля Манона».